# Diego Ruiz de Montoya
Diego Ruiz de Montoya, né en 1562 à Séville et mort dans cette même ville le 15 mars 1632, est un philosophe jésuite espagnol.

## Biographie
Diego Ruiz de Montoya entre en 1576 dans la Compagnie de Jésus. Il étudie ensuite la philosophie et la théologie à Cordoue (1578-1584). 
Il enseigne ensuite la philosophie à Grenade (1585-88), puis la casuistique (1588-90) et la dogmatique à Séville (1591-92), puis à nouveau à Cordoue (1592-94).
En 1600, il devient recteur du collège jésuite de Cordoue, et en 1603, il repart à Séville pour enseigner la dogmatique au collège San Hermenegildo, alors un très important centre de formation jésuite (1 500 étudiants).
D’une santé fragile, il refusa une nouveau poste de recteur, ainsi qu’une place à la prestigieuse Université de Salamanque. Il participa à la 6e congrégation générale des jésuites à Rome en 1608, et se mobilisa également contre Jansénius, lorsque celui-ci voyagea en Espagne en 1627 dans l’espoir de se rallier les facultés de théologie contre les jésuites de Louvain.

## Travaux
Après 1615, il se consacra entièrement à l’édition de ses nombreux cours et travaux. Ses disputationes ne portent que sur quelques articles de la Somme théologique de Thomas d'Aquin, mais ils sont d’une très grande profondeur et exhaustivité. D’une érudition hors pair, il maîtrise parfaitement les débats médiévaux du XIIIe siècle et du XIVe siècle, ainsi que la patristique qu’il a beaucoup étudiée dans les sources et peut à ce titre être vu comme un précurseur de la méthode de Denis Pétau – une réputation que confirmait par exemple encore le jésuite d’Alcalá Ignacio Francisco Peynado qui dit de lui : “vir mirandae eruditionis, in Scriptis PP. versatissimus et sedulus illorum mentis indagator” (Disputationes in octo libros Physicorum Aristotelis, Alcalá, 1680, p. 259b).
À partir des controverses sur la grâce, il fut l’un des premiers à tenter d’élaborer un système entier de théologie naturelle. Son traité De auxiliis a malheureusement été perdu. Il se révèle particulièrement innovateur dans les débats sur la grâce et la prédestination, en développant l’idée d’une “infaillibilité morale”, qui généralise le concept d’une “prédétermination morale” développé par des augustins. Ces innovations conceptuelles sont remarquables, car elles constituent la première forme d’une “moralisation des modalités” (nécessité morale, etc.), à côté de leur traitement logique et métaphysique.
Avec l’autre grand jésuite sévillan Diego Granado, il développa dans son traité Commentaria ac disputationes in primam partem S. Thomae. De voluntate Dei et propriis actibus eius (Lyon, 1630) une doctrine de l’optimisme théologique, à travers l’idée d’une “nécessité morale pour Dieu de choisir le meilleur des mondes possibles” – hypothèse généralement attribuée à G.W. Leibniz qui ne fit que la populariser.
Les doctrines de Ruiz de Montoya n’ont cependant rencontré que de l’hostilité au sein de la Compagnie. Cette théologie sévillane suscitait des ripostes tant de la part des molinistes que des thomistes orthodoxes qui s’allient ici en voulant réserver à Dieu la liberté d’indifférence. Il eut cependant une influence inattendue, notamment dans le calvinisme écossais de John Strang.

## Œuvres
- Commentaria ac disputationes de scientia Dei, de Ideis, de Veritate ac de vita Dei, Lutetiae Parisiorum, 1629 ;
- Commentaria ac disputationes in primam partem Sancti Thomae de voluntate Dei et propriis actibus eius, Lugduni, 1630 ;
- Commentarium in materiam de peccatis, ed. Eduardo Moore, in Archivo Teológico Granadino 59 (1996),171-258 (Ia-IIae, q. 74) ; 60 (1997), 207-344 (Ia-IIae, q. 74, Disputatio de delectatione morosa) ; 61 (1998), 193-262 (Ia-IIae, q. 75-78) ; 62 (1999), 141-236 (Ia-IIae, q. 79) ; 63 (2000), 203-286 (Ia-IIae, q. 81-83 : Tractatus de originali peccato, I). 64 (2001), (Ia-IIae, q. 81-83 : Tractatus de originali peccato, II). 65 (2002), 187-276 (Ia-IIae, q. 81-83) : Tractatus de originali peccato.